# Black-Eyed, Please
Black-Eyed, Please (с англ. — «С синяком, пожалуйста») — пятнадцатый эпизод двадцать четвёртого сезона мультсериала «Симпсоны». Выпущен 10 марта 2013 года в США на телеканале «FOX».

## Сюжет
Гомер приходит к Неду Фландерсу в гости и знакомится с его родителями-битниками. Нед ревнует, поскольку его родителям Гомер нравится больше. Когда же Нед обнаруживает, что Гомер и родители смотрят телевизор, покуривая марихуану, его терпению приходит конец, и он бьёт Гомера в глаз. Последний зол на соседа, поскольку не понимает, почему это заслужил. Нед находит решение в Библии («око за око») и побуждает Гомера, чтобы тот ударил его в глаз и они были квиты. Но Гомер отказывается и говорит, что он лучше Неда, из-за чего последний снова бьёт его в глаз.
В это время мисс Гувер покидает класс в связи с глубокой депрессией, и её временно заменяет мисс Кэнтвелл. Кэнтвелл недолюбливает Лизу и всячески издевается над ней. Наконец, Гомер находит решение проблемы Лизы, и Неда тоже: он примет извинения, если его жена, Эдна Крабаппл, придумает, как избавиться от Кэнтвелл. Эдна приводит Барта в класс Кэнтвелл, и через некоторое время тот устраивает хаос. План срабатывает: Кэнтвелл уходит, но по-прежнему ненавидит Лизу, и в конце концов признаётся, что недолюбливает Лизу из-за того, что она милая и умная. Лиза в восторге, что её назвали милой.
Эпизод заканчивается тем, что Нед и Гомер проводят время за барбекю, и отец Неда говорит Мардж, что сблизил их, подсыпав марихуану им в еду.

## Отношение критиков и публики
Эпизод просмотрело 4.85 миллионов человек 18—49 лет, он получил рейтинг 2.2 и стал вторым по просматриваемости (первый — «Гриффины», «Call Girl»). Оценки от критиков были смешанные, однако фанаты оценили эпизод вполне положительно. Роберт Дэвид Салливан из «The A.V. Club» дал оценку «C» со словами: «Сюжет был неплохой, но непристойных шуток слишком много». Роб Х. Доусон из «TV Equals» похвалил долгую пародию на спортивных комментаторов.

## Культурные ссылки
- Название эпизода — аллюзия на название американской хип-хоп-группы The Black Eyed Peas.